# Ludovico della Torre
Ludovico della Torre (... – Soffumbergo, 30 luglio 1365) è stato un patriarca cattolico italiano.

## Biografia
Figlio di Raimondo, appartenente alla nobile famiglia dei Della Torre che aveva già dato tre patriarchi al Friuli.
Ludovico cominciò la carriera ecclesiastica come canonico di Aquileia; il 26 giugno 1346 fu eletto vescovo di Trieste, nel 1349 vescovo di Oleno e nel quindi vescovo di Corone, dove si trasferì nel 1357.
Fra il 1340 e il 1350 la sua presenza non era rara alla corte papale di Avignone; proprio qui fu nominato patriarca di Aquileia il 10 maggio 1359 da papa Innocenzo VI. Si deve registrare che un certo Benvenuto di Udine cercò di opporsi a questa nomina, adducendo che la famiglia dei della Torre aveva preso parte all'assassinio del patriarca Bertrando di San Genesio.
Benché fu nominato patriarca, gli parve subito chiaro di avere molti nemici, già prima di entrare nel territorio patriarcale. Due dei suoi avversari per la nomina a patriarca, furono: Pileo da Prata, candidato sostenuto da Francesco da Carrara, e Paolo Praunspeck von Jägendorf, sostenuto dal re d'Ungheria Luigi I.
Ludovico si prodigò per stringere accordi diplomatici dentro e fuori dal patriarcato; nel mentre, dopo un lungo periodo di tregua, Rodolfo IV d'Asburgo pianificò di attaccare Aquileia nel giugno del 1361 (la causa ufficiale era l'usurpazione di alcuni feudi imperiali) con l'aiuto di Carlo IV, Mainardo VII ed Enrico III, conti di Gorizia, e Gualtiero Bertoldo IV, signore di Spilimbergo. Aquileia cadde quasi senza che fosse necessario combattere e fu siglato un trattato il 12 settembre dello stesso anno. Ludovico fu obbligato ad unirsi al seguito del fratello di Rodolfo, Federico, durante il suo viaggio di ritorno fino a Vienna; altri ostaggi furono Francesco di Savorgnano e Simone di Valvasone. Questi ultimi riuscirono a fuggire e rientrare nei territori patriarcali solo nel gennaio del 1362. 
Rodolfo fece ritorno a Vienna solo nel febbraio dello stesso anno; le sue condizioni di pace erano pesantissime, prevedendo la cessione di tutti i territori al di fuori di Aquileia. Tuttavia, mutamenti sul piano politico, fecero cambiare l'atteggiamento di Rodolfo in favore del patriarcato, il 21 aprile Ludovico fu liberato e il 5 giugno 1363 fu siglato un accordo di pace, comunque molto pesante. Appena rientrato, Ludovico dovette constatare che le famiglie a lui ostili, come ad esempio quella degli Spilimbergo, avevano accresciuto di molto il loro potere.
Nel settembre del 1363 le truppe degli Asburgo invasero di nuovo il territorio patriarcale, questa volta, tuttavia, si formò un'ampia coalizione in funzione anti-asburgica e Ludovico ottenne l'appoggio del suo ex nemico Carlo IV (che dichiarò nulli i patti estorti dagli Asburgo) e Francesco “Il Vecchio” da Carrara signore di Padova; fu inoltre garantita la neutralità di Mainardo VII conte di Gorizia che sperava di ereditare il Tirolo, di mantenere i possessi acquisiti e di ottenere l'avvocatura ereditaria, cosa che ottenne il 3 luglio 1365.
Carlo IV stava infatti pianificando un canale commerciale che, attraverso il Danubio e la Moldava, congiungesse Venezia a Praga; questa nuova rotta passava per il Friuli e perciò non poteva permettere che tale territorio cadesse in mani nemiche.
Rodolfo si alleò invece con Gualtiero Bertoldo IV signore di Spilimbergo, con i feudatari di Polcenigo, Strassoldo, Prata e Villalta ma fu prima respinto dalla roccaforte di San Vito al Tagliamento, il 7 settembre 1363 incendiò Valvasone, ma fu infine sconfitto dai patriarcali e dai carraresi nel 1364. La guerra fu continuata a questo punto dai suoi fratelli Alberto III e Leopoldo III “Il Pio”, che fecero occupare il castello di Zoppola nel 1365.

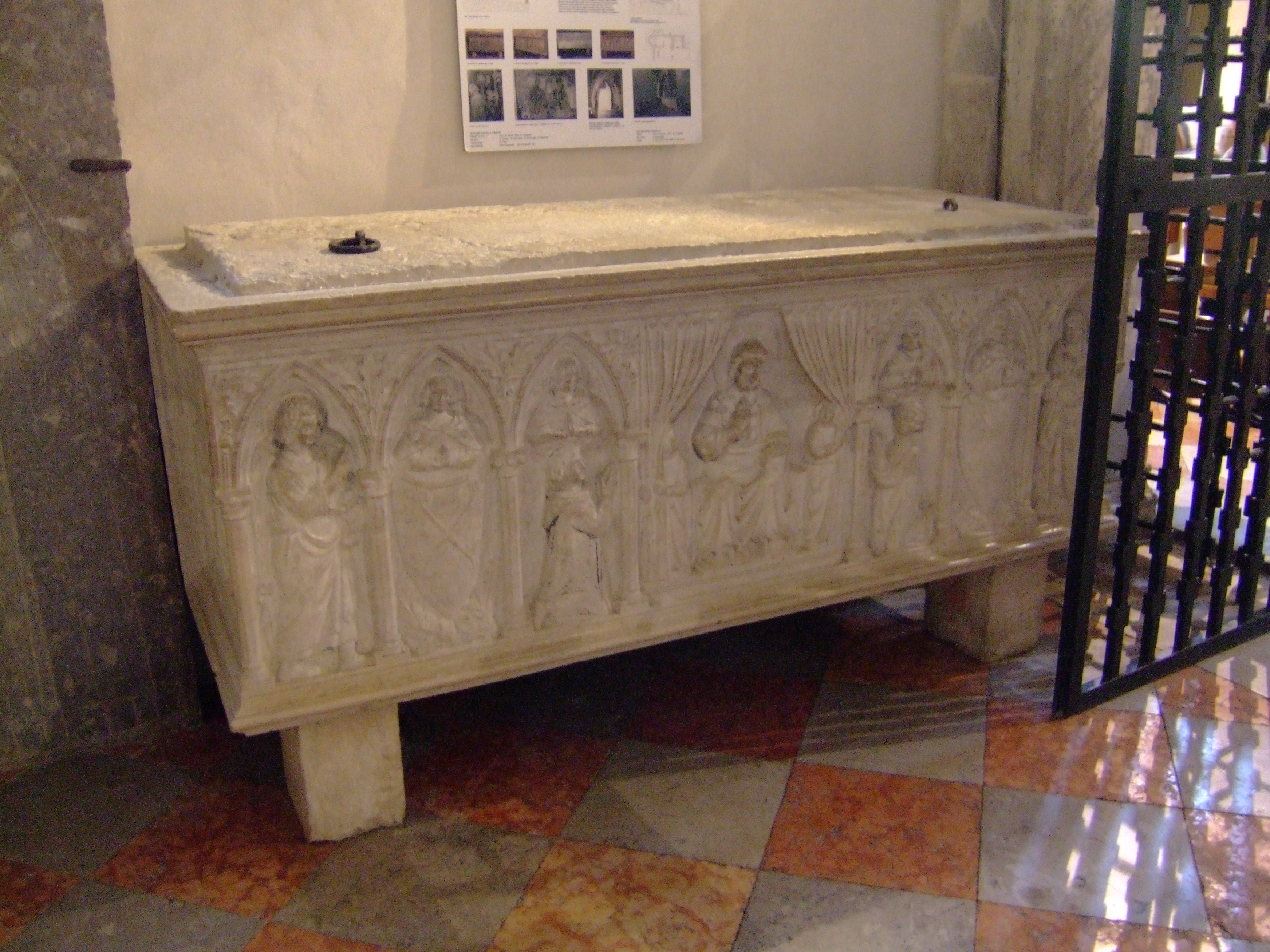
Tomba di Ludovico della Torre nella Basilica di Aquileia

Dopo lunghe esitazioni, Rodolfo dichiarò nuovamente guerra nel giugno del 1365, ma morì poco dopo, il 27 luglio 1365 a Milano (dove si era ritirato per cercare l'aiuto di Barnabò Visconti) mentre stava preparando le truppe; Ludovico morì solo tre giorni dopo, nel castello di Soffumbergo, a causa di una febbre fulminante. La morte di entrambi i sovrani a così breve distanza causò la più totale confusione; Venezia ed il papato spingevano per una rapida pace; vi furono diverse schermaglie ma nessuno scontro decisivo, tuttavia le truppe patriarcali prevalsero. Con l'elezione a patriarca di Marquardo di Randeck, il candidato dell'imperatore, la situazione si stabilizzò.
Nel 1360 concesse a Caneva di dotarsi di uno statuto comunale.
È sepolto nella cappella di Sant'Ambrogio o dei Torriani nella Basilica di Aquileia.